# Вајн Хил (Калифорнија)
Вајн Хил (енгл. Vine Hill) насељено је место без административног статуса у америчкој савезној држави Калифорнија.

## Демографија
По попису из 2010. године број становника је 3.761, што је 501 (15,4%) становника више него 2000. године.
| Група             | 2000.         | 2010.         |
| Белци             | 2.122 (65,1%) | 2.058 (54,7%) |
| Афроамериканци    | 73 (2,2%)     | 111 (3,0%)    |
| Азијати           | 74 (2,3%)     | 196 (5,2%)    |
| Хиспаноамериканци | 787 (24,1%)   | 1.169 (31,1%) |
| Укупно            | 3.260         | 3.761         |